# 海蛇函
海蛇函（ophiocistioids）是一类已灭绝的棘皮动物，生存於古生代奧陶紀至中生代三疊紀，是棘皮動物門在二疊紀－三疊紀滅絕事件中倖存下來的6個綱裡唯一沒有延續到現代的一類。牠們被認為是現今海膽綱及海參綱的姊妹群，具有介於海膽和海參之間的形態特徵。

## 名稱
海蛇函的學名"ophiocistioid"是來自於希臘文ophis（蛇），另一希臘字kiste（盒子），以及字尾eidos（形式），指的是牠們堅固的體盤以及從體盤邊緣伸出的、有如海蛇尾的腕的多條管足。

## 描述

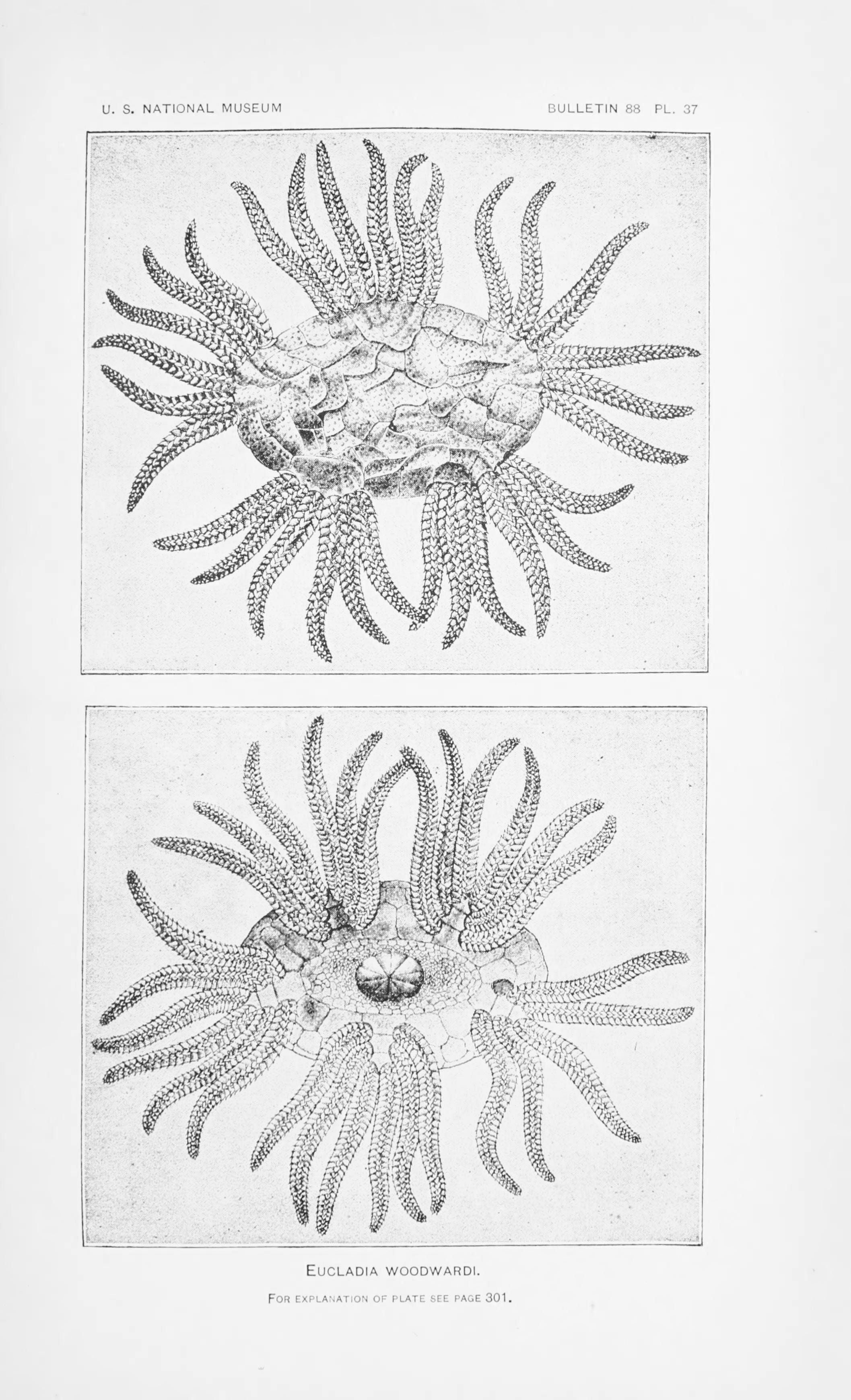
Eucladia woodwardi的復原圖（Charles Schuchert, 1915）

海蛇函的身体呈扁盤状，五輻對稱，口位於體盤下方（腹面）的正中央，口器構造複雜，由5枚顎骨和一系列鉸合骨片組成，這些特徵和海膽相似。如同海膽的口器被稱作「亞里斯多德燈籠」（Aristotle's lantern），研究者也用「燈籠」（lantern）來稱呼海蛇函的口器。
海蛇函似乎沒有肛門，但體盤上表面有篩板，被似乎是生殖孔的構造環繞。
五條步帶自口部發散至體盤腹面的邊緣，但沒有延伸到背面，每條步帶各自在體盤邊緣長出許多大小不一、覆有細小骨板的管足（一说是腕）。
完整的海蛇函軀體化石非常稀少，大多數的屬及種都是根據零散的顎骨化石定名的。這種來自海蛇函的特殊“牙齒”化石有一個專有名稱：Goniodonts。由於其完整化石的稀缺性，目前對海蛇函的生活習性所知甚少。
奧陶紀的Volchoviidae科以及志留紀的Sollasinidae、Rhenosquamidae和Eucladiidae科屬於同一演化支，在石炭紀早期滅絕，牠們的體表覆蓋著堅硬的骨板，海蛇函綱為數不多的軀體化石主要都是這類海蛇函留下的。而另一個演化支則一直延續到三疊紀，包括Rotasaccidae及Linguaserridae科，其特徵是體表骨板退化，變成了位於體內的輪形小骨片，和海參的骨片相似。

## 分類
海蛇函綱下分為六個科：Volchoviidae、Eucladidae、Sollasiniidae、Rhenosquamidae、Rotasacciidae和Linguaserridae。其中Rhenosquamidae科是否屬於海蛇函綱是存疑的，因為其模式屬Rhenosquamus的化石中被認為是海蛇函特徵的“鱗狀管足”的器官實際上可能不是這樣的結構。